# Calligrapha spiraeae
Calligrapha spiraeae är en skalbaggsart som först beskrevs av Thomas Say 1826.  Calligrapha spiraeae ingår i släktet Calligrapha och familjen bladbaggar. Inga underarter finns listade i Catalogue of Life.

## Bildgalleri

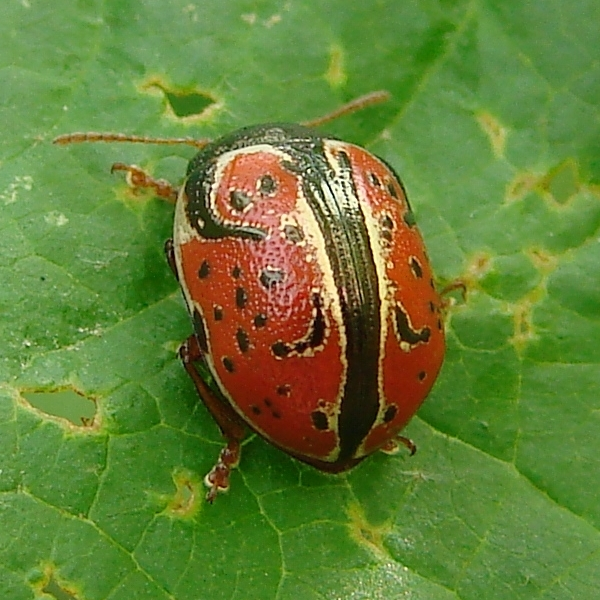
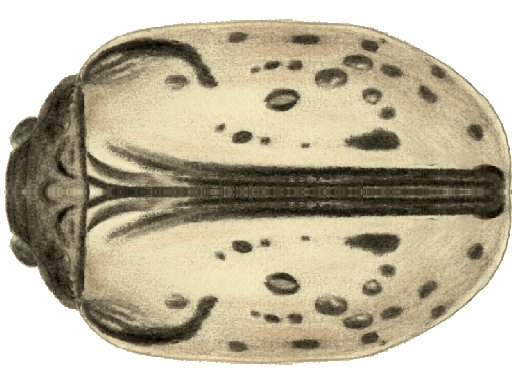